# Namat Abdullah
Dato’ Namat Abdullah (* 30. März 1946 in Butterworth; † 17. Dezember 2020 in Taiping) war ein malaysischer Fußballspieler. 

## Karriere
Namat Abdullah spielte 10 Jahre für die Penang FA. Mit der Malaysischen Nationalmannschaft nahm er an den Olympischen Sommerspielen 1972 in München teil. Nach diesem Turnier wurde er Spielführer der Nationalmannschaft und kam auch bei der Qualifikation zur Weltmeisterschaft 1974 zum Einsatz. Bei den Asienspielen 1974 gewann er mit der malaysischen Mannschaft die Bronzemedaille. 2014 wurde er vom Magazin FourFourTwo auf Rang 22 der besten Fußballspieler Malaysias aller Zeiten gelistet.
Sein Bruder Shaharuddin Abdullah gehörte ebenfalls der Fußballnationalmannschaft, die an den Olympischen Sommerspielen 1972 teilnahm, an.
Namat Abdullah starb am 17. Dezember 2020 im Alter von 74 Jahren in der Wohnung seiner Tochter in Taiping an Darmkrebs.